# Racje żywnościowe MRE

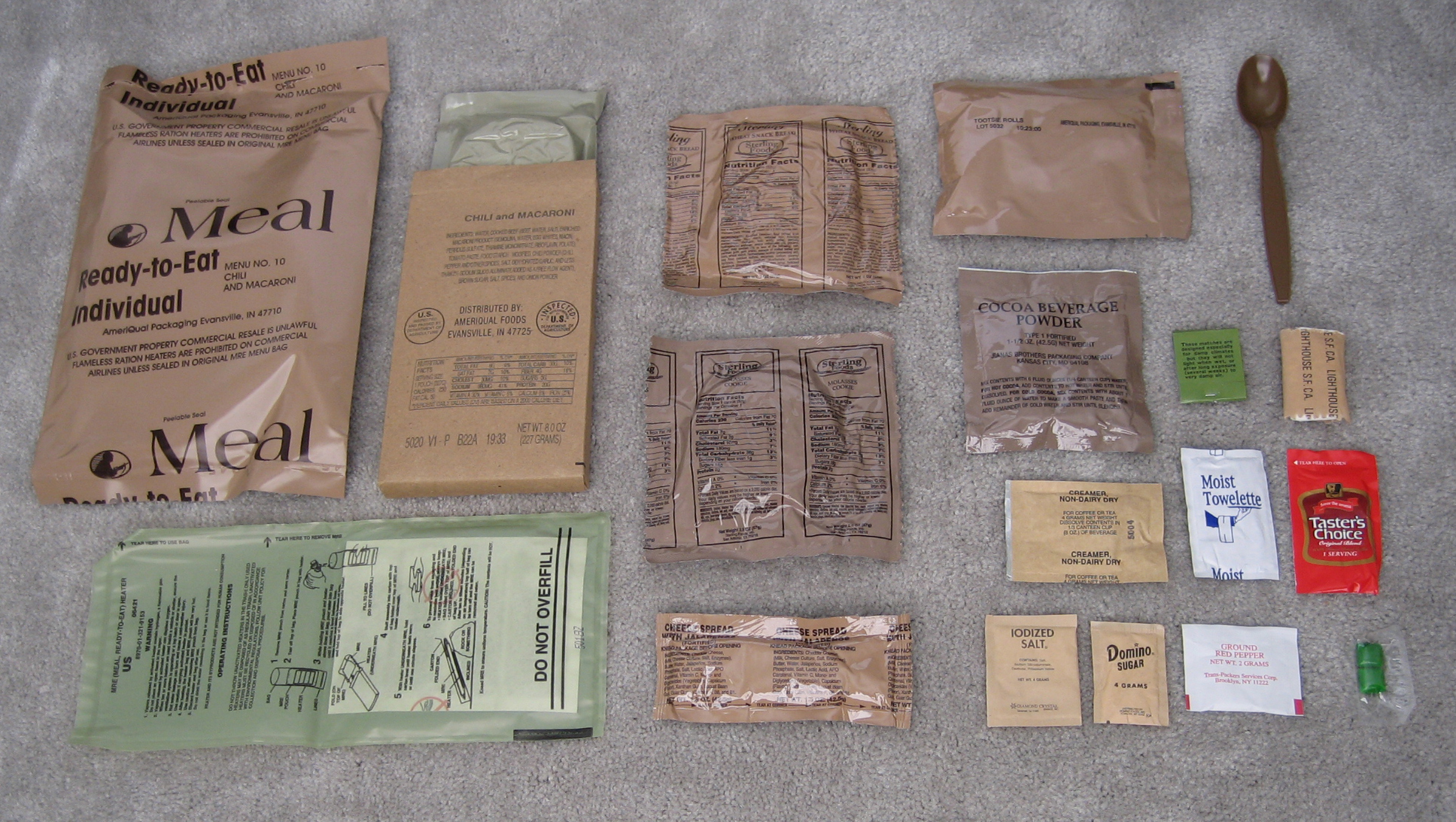
Przykładowy zestaw MRE

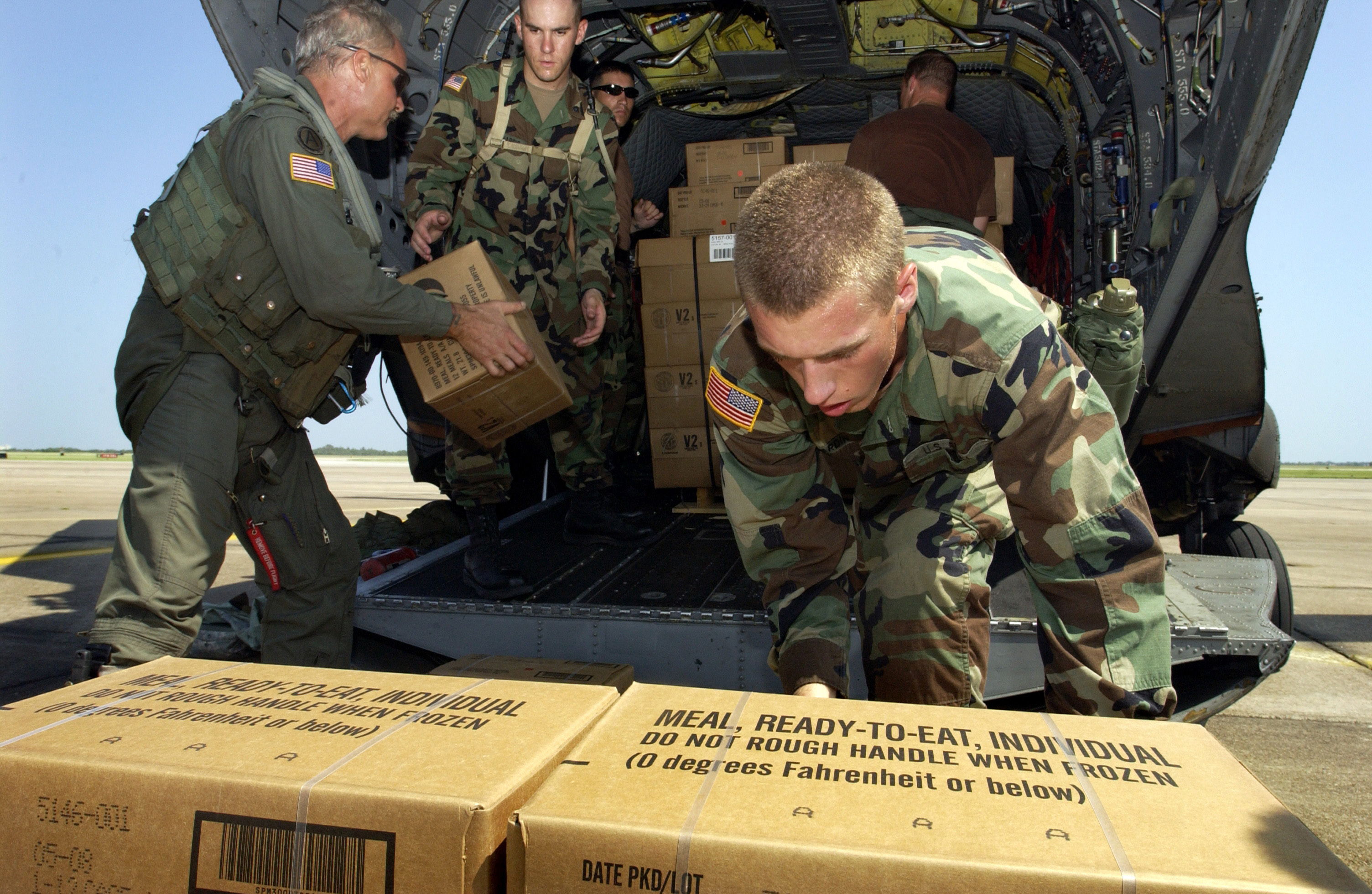
Załadunek racji MRE w kartonach na śmigłowce CH-47 Chinook

Racje żywnościowe MRE (Meal, Ready-to-Eat) – racje żywnościowe używane w Siłach Zbrojnych USA. Obecnie są to główne racje polowe w armii amerykańskiej.
Racje zostały przyjęte już w roku 1975, ale powszechnie stosowane są dopiero od 1981. MRE zastąpiły wcześniej używane racje w puszkach MCI. Racje MRE zostały opracowane tak, aby zajmowały możliwie jak najmniej miejsca, były lekkie i aby zaspokoiły zapotrzebowanie energetyczne podczas wykonywania działań wojennych. Jedno opakowanie zawiera ok. 1250 kcal (zaspokaja zapotrzebowanie energetyczne na ok. 8 h). Obecnie występują 24 warianty racji MRE.
Od roku 1992 do ogrzewania posiłków i napojów stosuje się bezpłomieniowe podgrzewacze chemiczne FRH (Flameless Ration Heater) (ich zastosowanie było dużym krokiem naprzód w racjach żywnościowych). Pozwalają one podgrzać potrawę bez użycia ognia. Podgrzewacz to worek plastikowy z proszkiem składającym się z mieszaniny magnezu, żelaza i soli kuchennej zamkniętym w celulozowej matrycy. Aktywuje się go przez dodanie wody (nie musi być czysta) do nadrukowanej na nim kreski (około 25 ml). Na skutek reakcji elektrochemicznej pomiędzy magnezem, żelazem i słoną wodą wytwarzane jest ciepło, które podgrzewa danie. 

## Przykładowy zestaw MRE
- pierś z kury
- gulasz minestrone
- ser topiony
- suchary z chleba pszennego
- kawałek ciasta
- słodycze
- podgrzewacz chemiczny
- łyżeczka plastikowa
- herbata instant
- przyprawy w jednorazowych opakowaniach,
- guma do żucia
- zapałki
- kawałek papieru toaletowego